# Ugo Pirro
Pour les articles homonymes, voir Pirro.
Ugo Pirro, né le 24 avril 1920 à Salerne, en Campanie et mort le 18 janvier 2008 à Rome, était un écrivain et scénariste italien du XXe siècle.

## Romans et nouvelles
- Le soldatesse (1956) Publié en français sous le titre Des filles pour l'armée, traduction d'Aline Alquier, Paris, R. Julliard, coll. « Les Lettres nouvelles », 1957
- Mille tradimenti (1959) Publié en français sous le titre Milles trahisons, traduction de Juliette Bertrand, Paris, Del Duca, 1961
- Jovanka e le altre (1960) Publié en français sous le titre  Cinq Femmes marquées, traduction de Juliette Bertrand, Paris, Del Duca, 1960
- Mio figlio non sa leggere (1981)
- Il luogo dei delitti (1991)
- Osteria dei pittori (1994)
- Celluloide (1995)
- Soltanto un nome sui titoli di testa (1998)
- Figli di ferroviere (1999)
- Per scrivere un film (2001)
- Il cinema della nostra vita (2001)

## Filmographie
- 1957 : Le Moment le plus beau (Il Momento più bello) de Luciano Emmer
- 1958 : L'Homme en culottes courtes (L'uomo dai calzoni corti) de Glauco Pellegrini
- 1960 : Cinq Femmes marquées (5 Branded Women) de Martin Ritt
- 1960 : Le Bossu de Rome (Il gobbo) de Carlo Lizzani
- 1960 : Les Plaisirs du samedi soir (I piaceri del sabato notte) de Daniele D'Anza
- 1960 : Flagrant Délit (La garçonnière) de Giuseppe De Santis
- 1965 : Des filles pour l'armée (Le soldatesse) de Valerio Zurlini
- 1966 : Lutring... réveille-toi et meurs (Svegliati e uccidi) de Carlo Lizzani
- 1970 : Enquête sur un citoyen au-dessus de tout soupçon (Indagine su un cittadino al di sopra di ogni sospetto) d'Elio Petri
- 1970 : Le Jardin des Finzi-Contini (Il giardino dei Finzi-Contini) de Vittorio De Sica
- 1970 : Metello de Mauro Bolognini
- 1973 : La propriété, c'est plus le vol (La proprietà non è più un furto) d'Elio Petri
- 1973 : Avril rouge (Il giorno del furore) d'Antonio Calenda
- 1974 : Un vrai crime d'amour (Delitto d'amore) de Luigi Comencini
- 1971 : La classe ouvrière va au paradis (La classe operaia va in paradiso) d'Elio Petri
- 1976 : L'Héritage (L'eredità Ferramonti) de Mauro Bolognini
- 1976 : San Babila : Un crime inutile (San Babila ore 20: un delitto inutile) de Carlo Lizzani
- 1978 : L'Enfant de nuit (Enfantasme) de Sergio Gobbi
- 1996 : Remake, Rome ville ouverte (Celluloide) de Carlo Lizzani

## Prix et distinctions
- Prix Edgar-Allan-Poe du meilleur film en 1971 pour Enquête sur un citoyen au-dessus de tout soupçon (Indagine su un cittadino al di sopra di ogni sospetto), avec Elio Petri